# Aeroportul Lajes
Aeroportul Lajes (IATA: TER, ICAO: LPLA) este un aeroport din Azore, Portugalia ce deservește zona Insula Terceira⁠(d). Aeroportul a fost tranzitat în decembrie 2022 de 45.468 de pasageri.
Situat la o altitudine de 55 m, aeroportul dispune de o singură pistă.